# Aedes stokesi
Aedes stokesi är en tvåvingeart som beskrevs av Evans 1929. Aedes stokesi ingår i släktet Aedes och familjen stickmyggor. Inga underarter finns listade i Catalogue of Life.